# WME Awards para Melhor Música latino-americana
WME Awards para Música latino-americana é um prêmio dado desde 2021 anualmente no WME Awards, uma cerimônia estabelecida em 2017, que visa valorizar o trabalho de mulheres na música.

## Vencedoras e indicadas
| Ano  | Vencedor(a)                                      | Indicados | Ref.  |
| ---- | ------------------------------------------------ | --- | ----- |

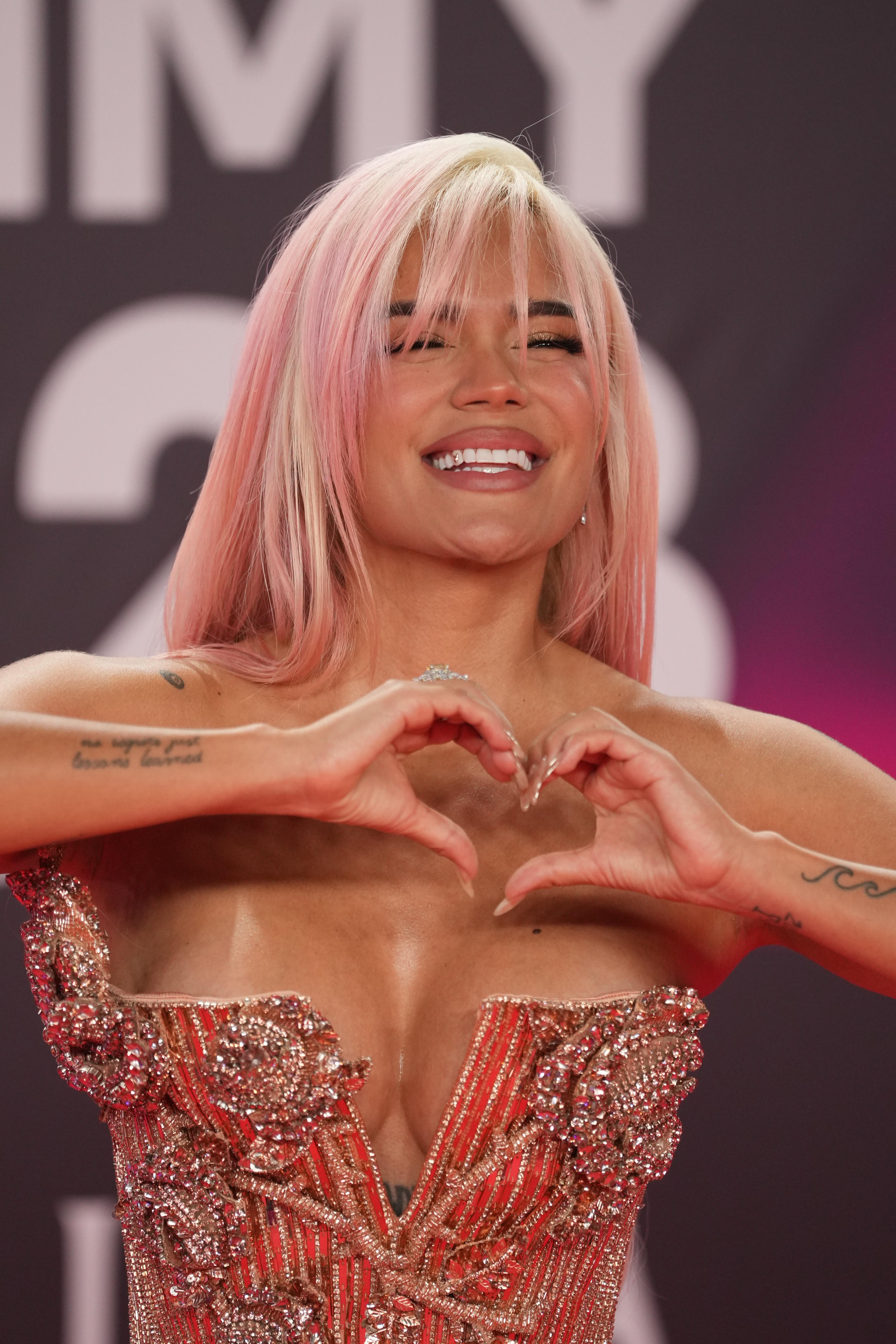
Vencedora inaugural, Karol G por "El Makinon" (2021).

| 2021 | "El Makinon" – Karol G feat. Mariah Angeliq      | - "Mafiosa" – Nathy Peluso - "Menos Mierda" – Miss Bolivia feat. Perotá Chingó - "Noches em Miami" – Natti Natasha - "Que Wea" – Paloma Mami             | [ 2 ] |
| 2022 | "Envolver" – Anitta                              | - "Bailé con Mi Ex" – Becky G - "Despechá" – Rosalía - "Provenza" – Karol G - "Te Felicito" – Shakira e Rauw Alejandro                                   | [ 3 ] |
| 2023 | "Funk Rave" – Anitta                             | - "Garra Latina" – Bea Issler - "Moonlight" – Kali Uchis - "No Se Ve" – Emilia e Ludmilla - "TQG" – Karol G e Shakira                                    | [ 4 ] |
| 2024 | "Alibi" – Sevdaliza feat. Pabllo Vittar e Yesult | - "Flores Pa ti" – Becky G, Luísa Sonza e Papatinho - "Mil Veces" – Anitta - "Nace Una Madre" – Perotá Chingó - "Si Antes Te Hubiera Conocido" – Karol G | [ 5 ] |

## Estatísticas

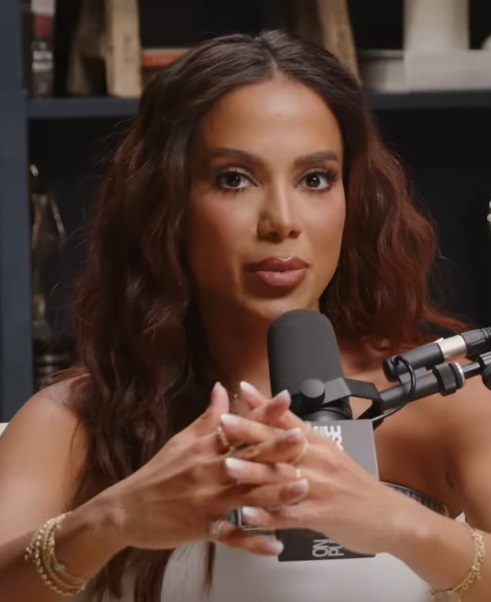
Anitta, maior vencedora.

| Indicadas | N.° de vezes |
| --------- | ------------ |
| Anitta    | 2            |

| Indicadas     | N.° de vezes |
| ------------- | ------------ |
| Karol G       | 4            |
| Anitta        | 3            |
| Becky G       | 2            |
| Perotá Chingó | 2            |
| Shakira       | 2            |